# Älgetjärnet
Älgetjärnet är en sjö i Tanums kommun i Bohuslän och ingår i Enningdalsälvens huvudavrinningsområde. Sjön är 7,1 meter djup, har en yta på 0,129 kvadratkilometer och befinner sig 135,7 meter över havet. Sjön avvattnas av vattendraget Liverödälven. Vid provfiske har abborre fångats i sjön.

## Delavrinningsområde
Älgetjärnet ingår i det delavrinningsområde (651944-125753) som SMHI kallar för Mynnar i Enningdalsälven. Medelhöjden är 146 meter över havet och ytan är 27,65 kvadratkilometer. Det finns inga avrinningsområden uppströms utan avrinningsområdet är högsta punkten. Liverödälven som avvattnar avrinningsområdet har biflödesordning 2, vilket innebär att vattnet flödar genom totalt 2 vattendrag innan det når havet efter 30 kilometer. Avrinningsområdet består mestadels av skog (77 %). Avrinningsområdet har 0,68 kvadratkilometer vattenytor vilket ger det en sjöprocent på 2,4 %.